# Five Mile River Films
Five Mile River Films (FMRF) ist der Name einer US-amerikanischen, international tätigen Filmproduktionsgesellschaft, die sich auf die Produktion von Bibel- und Historienfilmen sowie Filmen spezialisiert haben, deren Handlung sich mit der christlichen Religion befasst. Auch Filmbiografien wurden produziert.

## Firmengeschichte
Five Mile River Films wurde 1995 vom italienischen Produzenten Lorenzo Minoli gegründet und hat seinen Sitz in Norwalk (Connecticut). Die Wahl des Standorts wurde auch symbolisch getroffen, als Mittelpunkt zwischen Los Angeles und Europa.
FMRF produziert überwiegend für Fernsehanstalten in Europa und den USA, darunter ABC, CBS, TNT, Kirch-Gruppe, RAI, France 2 und Mediaset. Für einige ihrer Produktionen erhielten sie Filmpreise wie den Emmy und den Golden Globe sowie weitere Nominierungen.

## Produktionen
- The Bone Merchant (2016)
- Fürchtet euch nicht! – Das Leben Papst Johannes Pauls II. (2005) (TV)
- Bad Apple (2004) (TV)
- An Italian Affair (2004)
- Julius Caesar (2002) (TV)
  - Emmy 2004:Nominierungen „Beste Maske“ und „Bester Tonschnitt“.
  - Eddie Awards 2004: Auszeichnung „Bester Schnitt bei einer Mini-Serie oder einem Kurzfilm“.
- James Dean – Ein Leben auf der Überholspur (2001) (TV)
  - Eddie – Best Edited Motion Picture for Commercial Television – Anthony Gibbs
  - Critics’ Choice Movie Award – Best Actor in a Picture Made for Television – James Franco
  - Artios – Best Casting for TV Movie of the Week – Nancy Foy
  - Emmy – Outstanding Art Direction for a Miniseries, Movie or a Special – Robert Pearson, Marc Dabe und Leslie McCarthy-Frankenheimer
  - Emmy – Outstanding Supporting Actor in a Miniseries or a Movie – Michael Moriarty
  - Golden Globe Award/Bester Hauptdarsteller – Mini-Serie oder TV-Film – James Franco
- Die Bibel – Jesus (1999) (TV)
  - Emmy-Nominierungen für Bester Film und Beste Maske
- Nicholas – Ein Kinderherz lebt weiter (1998) (TV)